# Disturbo depressivo di personalità

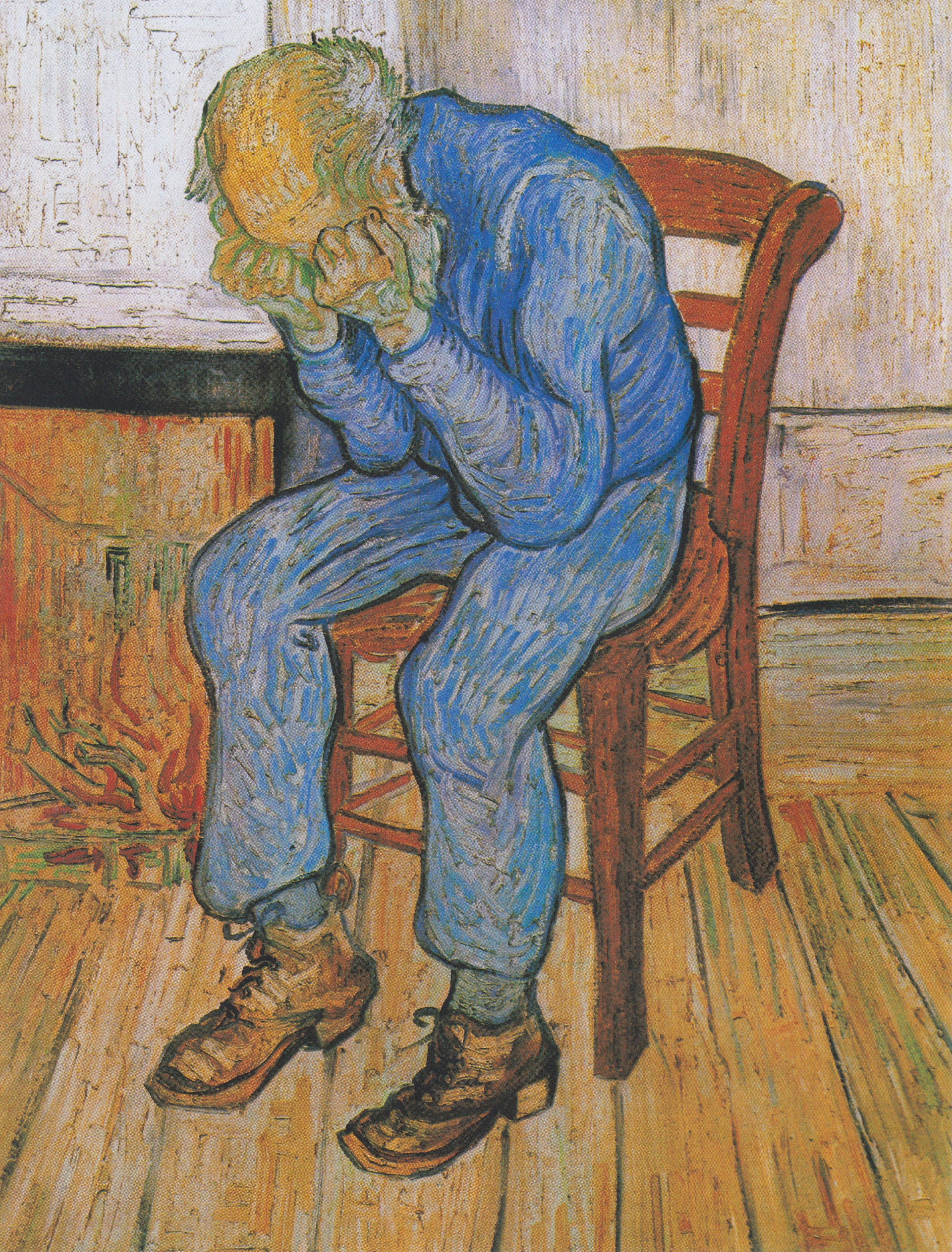
Sulla soglia dell'eternità di Vincent van Gogh, Museo Kröller-Müller, Paesi Bassi

Il disturbo depressivo di personalità (abbreviato con la sigla DPD, dall'inglese depressive personality disorder), noto anche come disturbo malinconico di personalità, è un disturbo di personalità caratterizzato da un modello pervasivo di cognizioni e comportamenti depressivi che solitamente iniziano nella prima età adulta. È stato descritto per la prima volta dallo psichiatra tedesco Ernst Kretschmer all'inizio del XX secolo.
Questa diagnosi è stata inserita originariamente nel DSM-II. È stata rimossa dalle successive edizioni del DSM a causa del dibattito sul fatto che il disturbo depressivo di personalità potesse essere riconosciuto come una categoria diagnostica a sé.
Il disturbo depressivo di personalità condivide alcune somiglianze con vari disturbi dell'umore, compreso il disturbo depressivo persistente, ma anche con altri disturbi di personalità, in particolare con il disturbo evitante di personalità. Alcuni psichiatri sostengono che questo disturbo sia sufficientemente distinto dalle condizioni precedentemente elencate da giustificare una diagnosi separata.
Anche se il disturbo depressivo di personalità non è presente nel DSM-5, rientra comunque nella categoria subclinica dei disturbi di personalità non altrimenti specificati (PD-NOS) che può essere applicata quando nessun altro disturbo di personalità definito nel DSM viene riscontrato nel paziente, ma sono presenti i criteri generali dei disturbi di personalità.
Le terminologie "personalità depressiva", "temperamento depressivo" e "disturbo depressivo di personalità" sono spesso utilizzate in modo intercambiabile nei testi di psichiatria e psicologia clinica per indicare il seguente insieme di tratti: introversione, passività, tristezza e mancanza di gioia, autorimprovero,  autocritica, pessimismo, senso di colpa e rimorso,
essere critici e giudicanti nei confronti degli altri,  coscienziosità e autodisciplina,  meditabondo e incline alla preoccupazione, sentimenti di inadeguatezza e bassa autostima.

## Storia

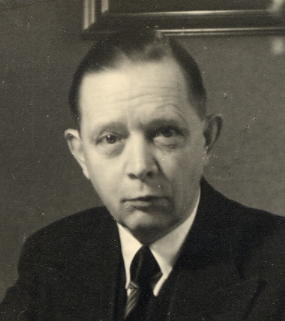
Ernst Kretschmer, candidato Premio Nobel per la medicina nel 1929.

La locuzione "personalità depressiva", chiamata in modo alternativo "personalità malinconica" fu coniata e descritta per la prima volta dallo psichiatra tedesco Ernst Kretschmer (che verrà candidato al Premio Nobel per la medicina nel 1929) all'inizio del XX secolo per designare tutte quelle personalità che mostravano in modo pervasivo un umore disforico, sentimenti di inadeguatezza verso sé stessi e gli altri e sperimentavano affetti spiacevoli.
Il disturbo depressivo di personalità venne successivamente inserito all'interno del DSM-II nel 1968 con dei criteri diagnostici simili a quelli descritti da Kretschmer. Dopo la rimozione dal novero dei disturbi della personalità del DSM è stato studiato e approfondito principalmente da Theodore Millon, che ne elaborò anche i sottotipi.
Nel corso della storia è stato anche studiato se effettivamente il disturbo depressivo di personalità sia correlato con la depressione unipolare ed è stato riscontrato che la terapia farmacologica con farmaci antidepressivi ha scarso se non nullo effetto a differenza della psicoterapia che risulta essere efficace come per gli altri disturbi di personalità. Ciò suggerisce che non sia effettivamente correlato al disturbo depressivo maggiore.

## Caratteristiche

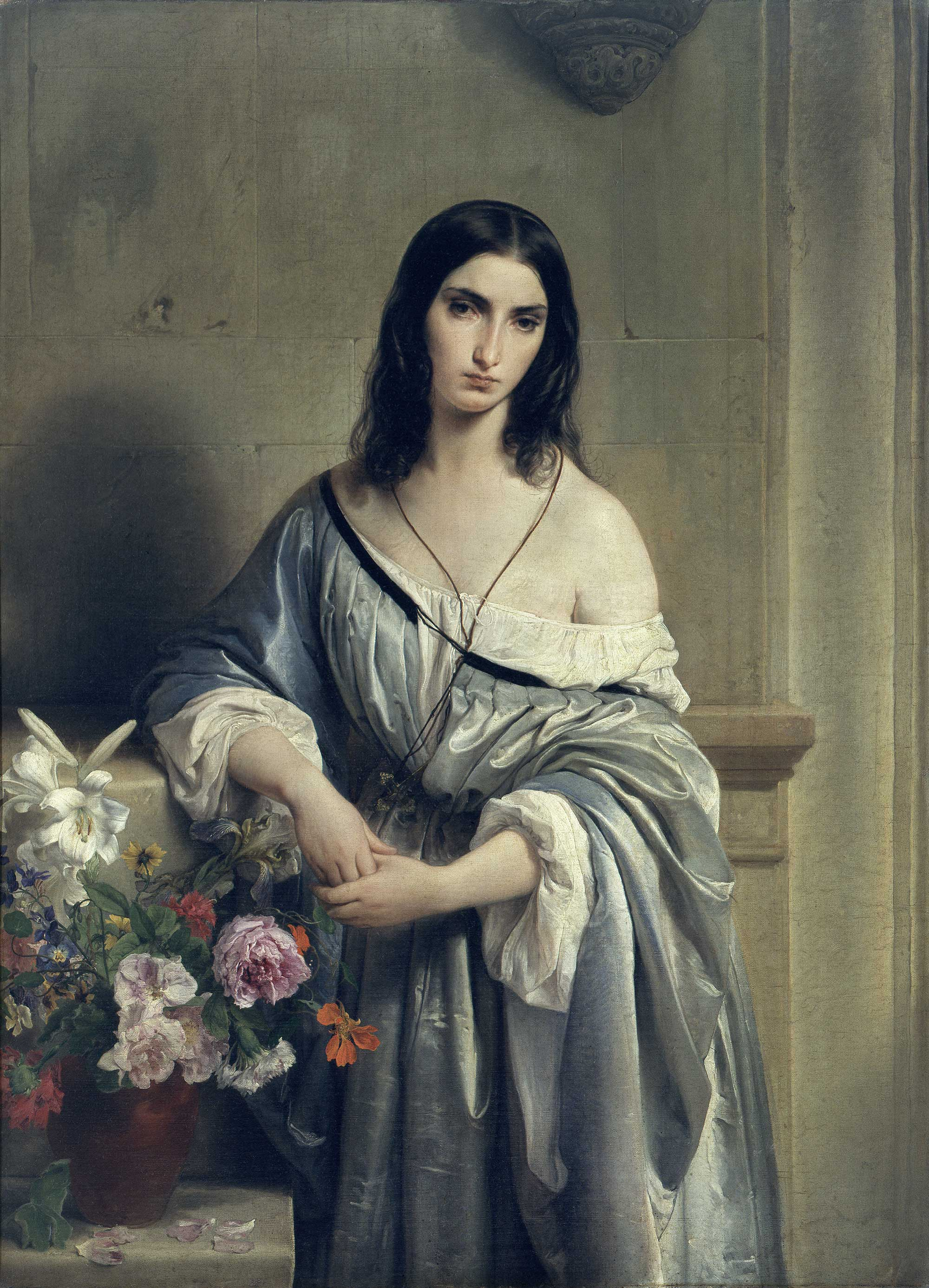
Francesco Hayez, Malinconia (dal 1840 al 1841); olio su tela, pinacoteca di Brera, Milano.

Il DSM definisce il disturbo depressivo di personalità come “un modello pervasivo di cognizioni e comportamenti depressivi che inizia nella prima età adulta e si verifica in una varietà di contesti”. Nello specifico, cinque o più dei seguenti elementi devono essere presenti quasi tutti i giorni per almeno due anni affinché possa essere eseguita una diagnosi di disturbo depressivo di personalità:
- L'umore abituale è dominato dallo sconforto, dalla tristezza, dalla mancanza di gioia e dall'infelicità
- Il concetto di sé è incentrato sulle convinzioni di inadeguatezza, inutilità e bassa autostima
- È critico, colpevolizzante e dispregiativo nei confronti di sé
- È meditabondo e portato a preoccuparsi
- È negativista, critico e giudicante nei confronti degli altri
- È pessimista
- È incline a sentirsi in colpa o al rimorso

### Disturbo depressivo di personalità e stile di personalità depressivo
Il disturbo depressivo di personalità non dev'essere confuso con un semplice stile di vita in cui sono presenti dei tratti depressivi. Il disturbo di personalità infatti viene considerato tale quando risulta disfunzionale per la vita e causa disagio clinicamente significativo. Inoltre, non in tutti i casi ove è presente uno stile di personalità depressivo esso si evolve in un disturbo della personalità.

## Sottotipi di Millon

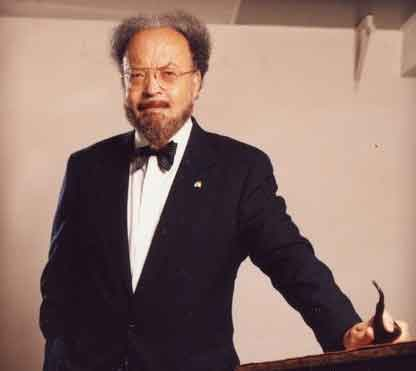
Lo psicologo Theodore Millon è noto per i suoi studi riguardanti i sottotipi dei disturbi della personalità.

Lo psicologo Theodore Millon ha classificato cinque sottotipi di disturbo depressivo di personalità. Ogni individuo affetto da questo disturbo di personalità può presentare nessuno, uno o più dei seguenti sottotipi:
| Sottotipo                 | Descrizione                                               | Tratti della personalità |
| ------------------------- | --------------------------------------------------------- | --- |
| Depresso di cattivo umore | Comprende le caratteristiche negativistiche.              | I pazienti di questo sottotipo sono spesso ipocondriaci, irascibili e pieni di sensi di colpa. In generale, i depressi di cattivo umore sono giù di morale e pensano al peggio di tutto.                                                               |
| Depresso auto-derogante   | Comprende le caratteristiche dipendenti.                  | I pazienti che rientrano in questo sottotipo si autoderidono, si screditano, sono odiosi, disonorevoli e si denigrano per debolezze e mancanze. Questi pazienti si incolpano di non essere abbastanza bravi.                                           |
| Depresso morboso          | Comprende le caratteristiche schizoidi e masochistiche.   | I depressi morbosi sperimentano un profondo abbattimento e tristezza, sono molto lugubri e spesso si sentono svuotati e oppressi. |
| Depresso riposante        | Comprende le caratteristiche evitanti.                    | I pazienti che rientrano in questo sottotipo sono costantemente instabili, agitati, disperati e turbati. Questo è il sottotipo che ha maggiori probabilità di suicidarsi per evitare tutta la disperazione della vita.                                 |
| Depresso in voga          | Comprende le caratteristiche istrioniche e narcisistiche. | I pazienti che rientrano in questo sottotipo abbracciano la loro sofferenza come qualcosa di nobilitante. Considerano la loro depressione personale come glorificante e dignitosa; la loro infelicità come elegante espressione di disincanto sociale. |

Non tutti i pazienti con disturbo depressivo di personalità rientrano in uno di questi sottotipi. Questi sottotipi sono multidimensionali in quanto i pazienti di solito sperimentano più sottotipi, invece di limitarsi a rientrare in una categoria di sottotipi.

## DSM-5
Gran parte del dibattito sull'inclusione del disturbo depressivo di personalità nel DSM-5 deriva dalle sue apparenti somiglianze con il disturbo depressivo persistente (precedentemente noto come distimia). Il disturbo depressivo persistente è caratterizzato da una varietà di sintomi depressivi come l'insonnia, l'affaticamento, scarso appetito e bassa autostima che si manifestano per almeno due anni.
La differenza chiave tra il disturbo depressivo persistente e il disturbo depressivo di personalità è il focus dei sintomi utilizzati per diagnosticare. Il disturbo depressivo persistente viene diagnosticato analizzando i sensi somatici. Con il disturbo depressivo di personalità vengono esaminati invece i sintomi cognitivi e intrapsichici. Di conseguenza il modo in cui questi sintomi vengono considerati distingue le due diagnosi.
Nel DSM-5 il disturbo depressivo di personalità è annoverato fra i disturbi da approfondire a causa dei pochi studi che finora sono stati condotti su esso. Di conseguenza non è ancora chiaro se possa essere definito come una diagnosi psichiatrica distinta o essere incluso nel disturbo depressivo persistente come un suo sottotipo. Sebbene a seguito di alcune ricerche risultano presenti diverse prove che suggeriscono che il disturbo depressivo di personalità sia una categoria diagnostica valida e distinta, permangono sfide riguardo la valutazione principalmente per la sua comorbilità con altri disturbi psichici.

## Eziologia
L'eziologia (causa) del disturbo depressivo di personalità è ancora in fase di studio da parte dell'American Psychiatric Association. Secondo recenti studi, questo disturbo della personalità è causato da fattori ambientali, ma è stato anche riscontrato un fattore di rischio a livello genetico. Infatti le correlazioni genetiche risultano anche più alte rispetto a quelle ambientali.

## Epidemiologia
Il disturbo depressivo di personalità è più diffuso, sulla base dell'epidemiologia di altri disturbi depressivi nella popolazione generale, con uguale frequenza tra donne e uomini. Tuttavia ci sono prove che stabiliscono che la prevalenza di altri disturbi depressivi invece è più comune nelle donne, soprattutto tra gli adolescenti.

## Diagnosi differenziale
La diagnosi differenziale del disturbo depressivo di personalità è con i seguenti disturbi psicologici: 
• Disturbo depressivo e distimia: simili per l'umore dominato da tristezza e pessimismo, ma il disturbo depressivo di personalità ha una continuità e cronicità maggiore a differenza di essi che possono essere caratterizzati da singoli episodi di umore depresso.
• Disturbo evitante di personalità, simile al disturbo depressivo di personalità per i sentimenti di inadeguatezza, ma esso è caratterizzato dall'evitamento di nuove amicizie, da timidezza eccessiva e da una pervasiva inibizione sociale.